# Eriopyga dischoroides
Eriopyga dischoroides är en fjärilsart som beskrevs av William Schaus. Eriopyga dischoroides ingår i släktet Eriopyga och familjen nattflyn. Inga underarter finns listade i Catalogue of Life.